# Parage (Bačka Palanka)
Pour les articles homonymes, voir Parage.
Parage (en serbe cyrillique : Параге ; en hongrois : Parrag) est un village de Serbie située dans la province autonome de Voïvodine. Il fait partie de la municipalité de Bačka Palanka dans le district de Bačka méridionale. Au recensement de 2011, il comptait 921 habitants.

## Géographie

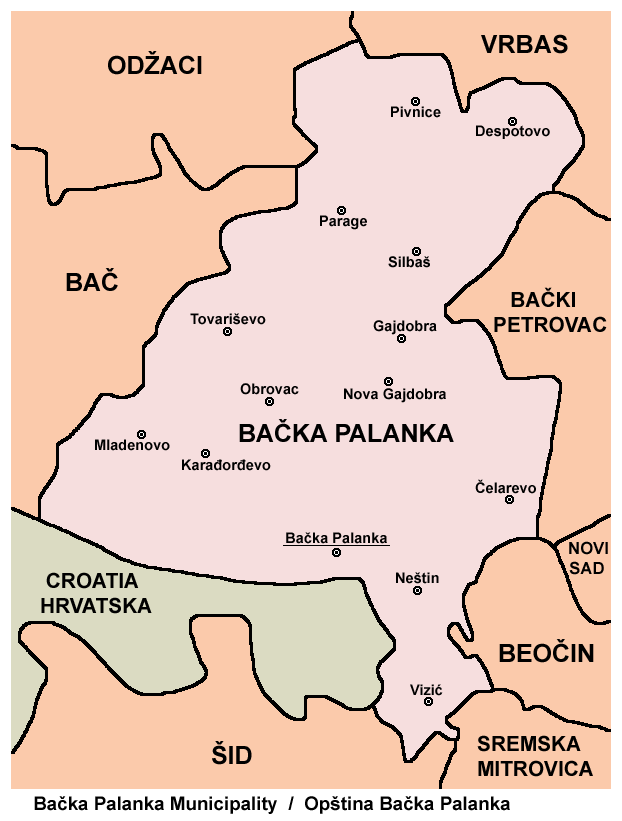
Localisation d'Obrovac dans la municipalité de Bačka Palanka

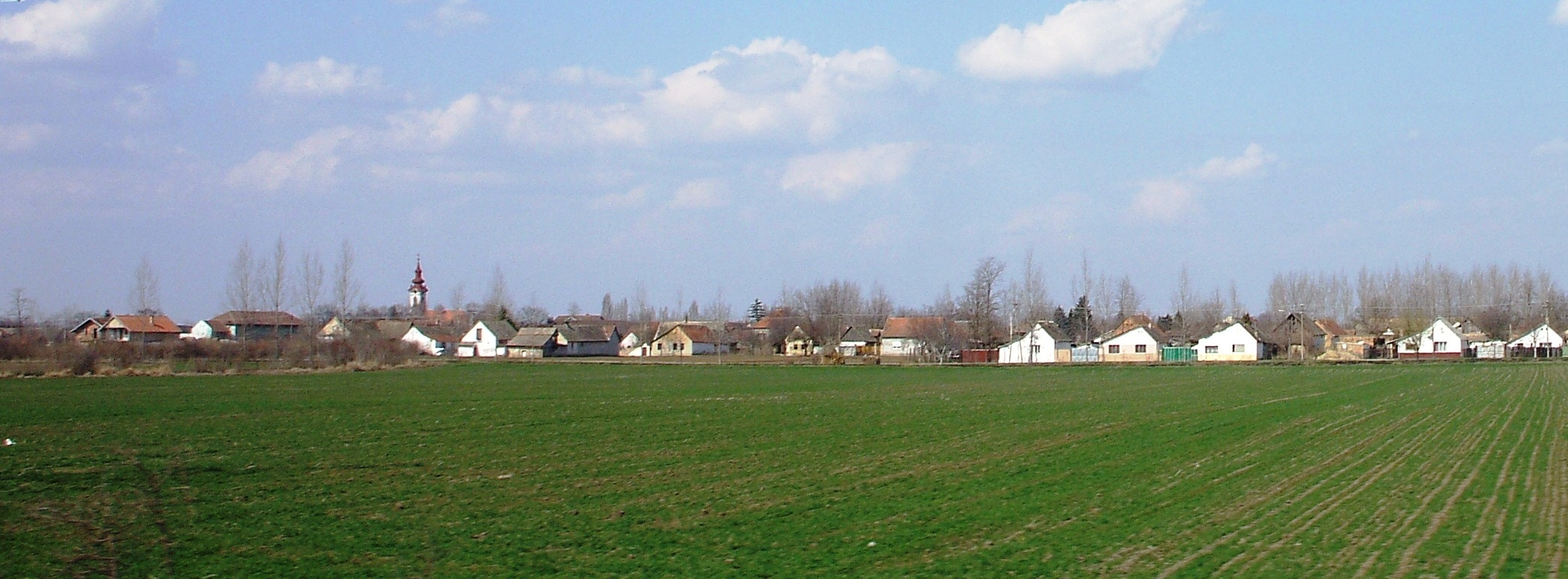
Vue générale de Parage

## Histoire
Parage est mentionné pour la première fois en 1473.

## Démographie

### Évolution historique de la population
| 1948  | 1953  | 1961  | 1971  | 1981  | 1991  | 2002  | 2011 |
| ----- | ----- | ----- | ----- | ----- | ----- | ----- | ---- |
| 1 427 | 1 383 | 1 338 | 1 306 | 1 199 | 1 134 | 1 039 | 921  |

|  |

### Données de 2002
Pyramide des âges (2002)
En 2002, l'âge moyen de la population était de 37,4 ans pour les hommes et de 41 ans pour les femmes.
Répartition de la population par nationalités (2002)
En 2002, les Serbes représentaient environ 84,7 % de la population ; le village possédait également une minorité rom (6,7 %).

### Données de 2011
En 2011, l'âge moyen de la population était de 41 ans, 39,6 ans pour les hommes et 42,4 ans pour les femmes.